# Суиз Бийтз
Суиз Бийтз (на английски: Swizz Beatz) е американски музикален продуцент, рапър и диджей.

## Биография
Роден е на 13 септември 1978 година в Ню Йорк като Касийм Дийн. Занимава се с музика от ранна възраст, през 1994 година започва работа като продуцент и автор на музика в музикалната компания „Ръф Райдърс Ентъртейнмънт“, основана от чичовците му. По-късно издава и свои изпълнения, но е известен най-вече като продуцент на хитове на известни изпълнители, като Ди Ем Екс, Ийв, Бийонсе. От 2010г. насам е женен за певицата Алиша Кийс.